# Česká basketbalová federace
Česká basketbalová federace (ČBF anglicky: Czech basketball federation) je členský svaz organizací FIBA, FIBA Europe, Česká unie sportu, Český olympijský výbor a orgán, který organizuje a řídí basketbal v České republice. Má právní formu spolku a její stanovy byly registrovány dne 7. listopadu 1992. Do kompetence ČBF spadá řízení basketbalových soutěží a česká basketbalová reprezentace mužů, žen i reprezentační juniorské výběry.

## Předchůdci
ČBF navazuje na činnosti, které od roku 1924 vykonávaly různé vrcholné organizace českého basketbalu:
- 1924–1945 Čs. volejbalový a basketbalový svaz
- 1946–1948 Československý basketbalový svaz
- 1948–1957 Ústřední sekce košíkové SV TVS
- 1957–1970 Ústřední sekce košíkové Ústředního výboru ČSTV
- 1970–1990 Basketbalový svaz ÚV ČSTV
- 1990–1993 Česká a slovenská basketbalová federace (ČSBF)

## Předsedové ČBF
- 1993–1994 Dr. Jan Karger[1]
- 1994–1998 Ing. Jiří Zedníček[2]
- 1998–2002 Ing. Miloš Pražák[3]
- 2002–2006 Ing. Ivan Zach
- 2006–2009 Mgr. Zdeněk Zajíček
- 2009–2025 JUDr. Miroslav Jansta[4]

## Síň slávy
ČBF mimo jiné organizuje anketu Basketbalista roku a některé obzvláště zasloužilé hráče a činovníky uvádí do Síně slávy České basketbalové federace:
| Jméno                  | Rok nar. | Reprezentace | Reprezentace | Síň slávy | MS - muži MS - ženy | MS - muži MS - ženy | MS - muži MS - ženy | ME - muži ME - ženy | ME - muži ME - ženy | ME - muži ME - ženy |
| Jméno                  | Rok nar. | od           | do           | od        | Zlatá medaile       | Stříbrná medaile    | Bronzová medaile    | Zlatá medaile       | Stříbrná medaile    | Bronzová medaile    |
| ---------------------- | -------- | ------------ | ------------ | --------- | ------------------- | ------------------- | ------------------- | ------------------- | ------------------- | ------------------- |
| Jiří Baumruk           | 1930     | 1951         | 1961         | 2006      |                     |                     |                     |                     | 3                   | 1                   |
| Jan Bobrovský          | 1945     | 1963         | 1974         | 2013      |                     |                     |                     |                     | 1                   | 1                   |
| Zdeněk Bobrovský       | 1933     | 1951         | 1961         | 2006      |                     |                     |                     |                     | 2                   | 1                   |
| Jiří Drvota            | 1930     | 1946         | 1948         | 2004      |                     |                     |                     | 1                   | 1                   |                     |
| Jaroslava Dubská       | 1933     | 1956         | 1959         | 2005      |                     |                     | 2                   |                     |                     | 2                   |
| Josef Ezr              | 1923     | 1946         | 1952         | 2004      |                     |                     |                     | 1                   | 1                   |                     |
| Hana Ezrová            | 1927     | 1950         | 1957         | 2005      |                     |                     | 1                   |                     | 1                   | 3                   |
| Věra Horáková          | 1933     | 1954         | 1964         | 2005      |                     | 1                   | 1                   |                     | 2                   | 2                   |
| Dagmar Hubálková       | 1932     | 1952         | 1964         | 2005      |                     | 1                   | 2                   |                     | 2                   | 1                   |
| Milena Jindrová        | 1944     | 1964         | 1975         | 2007      |                     | 2                   | 2                   |                     | 1                   | 1                   |
| Helena Malotová        | 1939     | 1960         | 1972         | 2007      |                     | 1                   | 1                   |                     | 2                   | 2                   |
| Josef Klíma            | 1911     | 1935         | 1937         | 2004      |                     |                     |                     |                     |                     | 1                   |
| Zdeňka Kočandrlová     | 1934     | 1954         | 1959         | 2005      |                     |                     | 2                   |                     | 1                   | 2                   |
| František Konvička     | 1938     | 1959         | 1969         | 2012      |                     |                     |                     |                     | 2                   | 1                   |
| Věra Štechrová         | 1941     | 1962         | 1968         | 2007      |                     | 1                   | 1                   |                     | 2                   | 1                   |
| Jan Kozák              | 1929     | 1947         | 1955         | 2006      |                     |                     |                     |                     | 3                   |                     |
| Jaroslav Křivý         | 1936     | 1959         | 1959         | 2012      |                     |                     |                     |                     | 1                   |                     |
| Eva Křížová            | 1933     | 1952         | 1961         | 2005      |                     |                     | 2                   |                     | 2                   | 2                   |
| Marta Kreuzová         | 1941     | 1964         | 1970         | 2007      |                     | 1                   | 1                   |                     | 1                   | 1                   |
| Olga Přidalová         | 1939     | 1962         | 1967         | 2007      |                     | 1                   | 1                   |                     | 2                   | 1                   |
| Ivo Mrázek             | 1926     | 1946         | 1955         | 2004      |                     |                     |                     | 1                   | 3                   |                     |
| Hana Myslilová         | 1930     | 1952         | 1957         | 2005      |                     | 1                   |                     |                     | 1                   | 1                   |
| Ludmila Ordnungová     | 1934     | 1957         | 1959         | 2005      |                     |                     | 2                   |                     |                     | 1                   |
| Vladimír Pištělák      | 1940     | 1961         | 1969         | 2013      |                     |                     |                     |                     | 1                   | 1                   |
| Zdeněk Rylich          | 1931     | 1952         | 1959         | 2006      |                     |                     |                     |                     | 2                   | 1                   |
| Marie Zahoříková       | 1943     | 1964         | 1970         | 2007      |                     | 1                   | 1                   |                     | 1                   | 1                   |
| Alena Spejchalová      | 1945     | 1964         | 1972         | 2007      |                     |                     | 1                   |                     |                     | 2                   |
| Jaroslav Šíp           | 1930     | 1951         | 1959         | 2006      |                     |                     |                     |                     | 3                   | 1                   |
| Miroslav Škeřík        | 1924     | 1951         | 1959         | 2006      |                     |                     |                     |                     | 3                   | 1                   |
| Jiří Šťastný           | 1938     | 1959         | 1965         | 2012      |                     |                     |                     |                     | 1                   |                     |
| Jaroslav Tetiva        | 1932     | 1953         | 1963         | 2006      |                     |                     |                     |                     | 2                   | 1                   |
| Stanislava Theissigová | 1934     | 1954         | 1960         | 2005      |                     |                     | 1                   |                     | 1                   | 3                   |
| Bohumil Tomášek        | 1936     | 1959         | 1967         | 2012      |                     |                     |                     |                     | 2                   |                     |
| Josef Toms             | 1922     | 1946         | 1948         | 2004      |                     |                     |                     | 1                   | 1                   |                     |
| Ladislav Trpkoš        | 1918     | 1946         | 1948         | 2004      |                     |                     |                     |                     | 1                   | 1                   |
| Milena Vecková         | 1933     | 1952         | 1964         | 2005      |                     | 1                   | 2                   |                     | 2                   | 1                   |
| Emil Velenský          | 1920     | 1949         | 1948         | 2004      |                     |                     |                     | 1                   | 1                   |                     |
| Miroslav Vondráček     | 1924     | 1947         | 1947         | 2004      |                     |                     |                     |                     | 1                   |                     |
| Jiří Zedníček          | 1945     | 1965         | 1974         | 2013      |                     |                     |                     |                     | 1                   | 1                   |
| Jiří Zídek             | 1944     | 1963         | 1974         | 2013      |                     |                     |                     |                     | 1                   | 1                   |